# Arthur et la vengeance de Maltazard
Arthur et la Vengeance de Maltazard (publicado como Artur e a Vingança de Maltazard em Portugal) é terceiro livro da série Artur e os Minimeus, autoria dos franceses Luc Besson e Céline Garcia.
Em 2009 foi lançada uma versão cinematográfica homónima.